# Petalura litorea
Petalura litorea – gatunek ważki z rodziny Petaluridae.